# استبان گرانرو
استبان فلیکس گرانرو مولینا (زاده ۲ ژوئیه ۱۹۸۷ - مادرید) بازیکن سابق فوتبال اهل اسپانیا می باشد که در پست هافبک و مهاجم بازی می کرد.

## رده باشگاهی

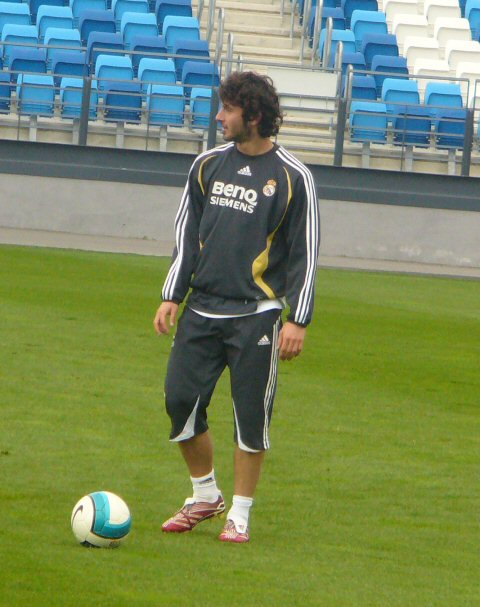
گرانرو در سال ۲۰۰۷

گرانرو وقتی که ۸ سال داشت به عضویت باشگاه رئال مادرید در آمد او در یک فصل در رده زیر ۱۰ سال ۸۳ گل به ثمر رساند او کاپیتان تیم زیر ۱۲ سال رئال مادرید بود و در ۷ تورنومنت بین‌المللی شرکت کرد او در جام پائولو سنت جردی در وقت اضافه به بارسلونا گل زد و تیمش بازی را ۱ بر صفر پیروز شد او در سال ۲۰۰۴ زمانی که ۱۷ سال داشت وارد تیم C رئال مادرید شد و تا سال ۲۰۰۶ در این تیم بازی کرد او در این دو سال ۴۸ بازی انجام داد و ۹ گل به ثمر رساند او در ۲۰۰۶ وارد تیم ب شد و در ۳۶ بازی که انجام داد ۴ گل به ثمر رساند.او در سال ۲۰۰۷ به طور قرضی به تیم ختافه پیوست و تا سال ۲۰۰۹ در آنجا بود او در همین سال به رئال مادرید پیوست.
وی از سال ۲۰۰۷ تا ۲۰۰۹ میلادی در ختافه بازی کرد و در سال ۲۰۱۲ به تیم کویینز پارک رنجرز پیوست.

## رده ملی
او در سال ۲۰۰۶ در جام زیر ۱۹ سال اروپا شرکت داشت سپس در تیم زیر ۱۹، زیر ۲۰ و زیر ۲۱ سال حضور داشته است.

## افتخارات

### ملی
- قهرمانی جام ملت‌های زیر ۱۹ سال اروپا در سال ۲۰۰۶